# Lomacineți, Secureni
Lomacineți, întâlnit și sub forma Lămâița (în ucraineană Ломачинці, transliterat: Lomaciînți) este un sat reședință de comună în raionul Secureni din regiunea Cernăuți (Ucraina). Are 2,217 locuitori, preponderent ucraineni. 
Satul este situat la o altitudine de 239 metri, în partea de nord-est a raionului Secureni, în apropiere de râul Nistru.

## Istorie
Localitatea Lomacineți a făcut parte încă de la înființare din Ținutul Hotinului a regiunii istorice Basarabia a Principatului Moldovei, numindu-se inițial Lomacința. Prima atestare documentară a satului provine din anul 1650.
După 1711, a fost ocupată de turci, devenind parte din raiaua Hotinului a Imperiului Otoman. În anul 1760, satul devine moșia boierului moldovean Iordan Krupenski.
Prin Tratatul de pace de la București, semnat pe 16/28 mai 1812, între Imperiul Rus și Imperiul Otoman, la încheierea războiului ruso-turc din 1806 – 1812, Rusia a ocupat teritoriul de est al Moldovei dintre Prut și Nistru, pe care l-a alăturat Ținutului Hotin și Basarabiei/Bugeacului luate de la Turci, denumind ansamblul Basarabia (în 1813) și transformându-l într-o gubernie împărțită în zece ținuturi (Hotin, Soroca, Bălți, Orhei, Lăpușna, Tighina, Cahul, Bolgrad, Chilia și Cetatea Albă, capitala guberniei fiind stabilită la Chișinău). În anul 1813 a fost construită aici o biserică de lemn . 
La începutul secolului al XIX-lea, conform recensământului efectuat de către autoritățile țariste în anul 1817, satul Lomacineți făcea parte din Ocolul Nistrului de jos a Ținutului Hotin . 
După Unirea Basarabiei cu România la 27 martie 1918, satul Lomacineți a făcut parte din componența României, în Plasa Secureni a județului Hotin. Pe atunci, majoritatea populației era formată din ucraineni. 
Ca urmare a Pactului Ribbentrop-Molotov (1939), Basarabia, Bucovina de Nord și Ținutul Herța au fost anexate de către URSS la 28 iunie 1940. După ce Basarabia a fost ocupată de sovietici, Stalin a dezmembrat-o în trei părți. Astfel, la 2 august 1940, a fost înființată RSS Moldovenească, iar părțile de sud (județele românești Cetatea Albă și Ismail) și de nord (județul Hotin) ale Basarabiei, precum și nordul Bucovinei și Ținutul Herța au fost alipite RSS Ucrainene. La 7 august 1940, a fost creată regiunea Cernăuți, prin alipirea părții de nord a Bucovinei cu Ținutul Herța și cu cea mai mare parte a județului Hotin din Basarabia .
În perioada 1941-1944, toate teritoriile anexate anterior de URSS au reintrat în componența României. Apoi, cele trei teritorii au fost reocupate de către URSS în anul 1944 și integrate în componența RSS Ucrainene, conform organizării teritoriale făcute de Stalin după anexarea din 1940, când Basarabia a fost ruptă în trei părți.
Începând din anul 1991, satul Lomacineți face parte din raionul Secureni al regiunii Cernăuți din cadrul Ucrainei independente. Conform recensământului din 1989, numărul locuitorilor care s-au declarat români plus moldoveni era de 8 (1+7), reprezentând 0,33% din populație . În prezent, satul are 2.217 locuitori, preponderent ucraineni.

## Demografie
Componența lingvistică a comunei Lomacineți
     Ucraineană (96,08%)
     Rusă (2,84%)
     Alte limbi (0,77%)
Conform recensământului din 2001, majoritatea populației comunei Lomacineți era vorbitoare de ucraineană (96,08%), existând în minoritate și vorbitori de rusă (2,84%).
1930: 3.346 (recensământ)
1989: 2.391 (recensământ)
2007: 2.217 (estimare)

## Obiective turistice
- Biserica de lemn - construită în 1811; are și o clopotniță de lemn din aceeași perioadă [8]
- Clădirea Colegiului Național - construită în 1840 cu fonduri de la Ministerul Educației
- Conacul familiei Krupenski - construit în 1871
- Monumentul comemorativ al localnicilor care au participat la Răscoala din Hotin - construit în anul 1975, în cimitirul sătesc
- Muzeul satului - amenajat într-o cameră din școală; conține articole de uz casnic, de îmbrăcăminte, broderie locală
- Pinul austriac - monument dendrologic de la sfârșitul secolului al XIX-lea
- Platan - monument dendrologic din secolul al XIX-lea, aflat în fața școlii [9]